# Sephora
Sephora è una multinazionale di profumerie fondata in Francia nel 1973 ed acquisita da LVMH (Louis Vuitton and Moet Hennessy) nel 1997. La catena Sephora include oltre 750 punti vendita in 17 paesi del mondo, con oltre 130 in Italia. I negozi offrono cosmetici e prodotti di bellezza inclusi trucchi, prodotti per la pelle, profumi, prodotti da bagno e per il corpo, prodotti per la cura dei capelli e strumenti per capelli e trucco (pennelli, forbici, spazzole, spugne ed altro). Nei negozi Sephora sono distribuiti oltre 250 marchi, inclusa la linea a marchio Sephora.

## Generalità
Sephora fa parte del gruppo parigino Moet Hennessy Louis Vuitton (LVMH). Aprì il suo primo negozio a New York nel 1998.
La sua direzione generale nel Nordamerica si trova a San Francisco, mentre a New York e a Montréal sono presenti uffici commerciali. Tuttavia la sede principale è a Parigi.
Nel 1999 Sephora lanciò le sue vendite anche via internet, disponibili attualmente in nove paesi.

## Nome e logo
Sephora è la combinazione di sephos, che in greco significa "bellezza" e del nome biblico Zippora, la moglie di Mosè, citata nel Libro dell'Esodo di origini straniere (molto probabilmente dall'Africa orientale).
Il nome di Sefora nella versione greca del Vecchio Testamento (LXX) è scritto Σεπφώρα (Sephora).
Il logo è una "S" a forma di fiamma su sfondo nero, inoltre Sephora usa come base per i suoi negozi delle grafiche a righe bianche e nere.

## Marchi venduti

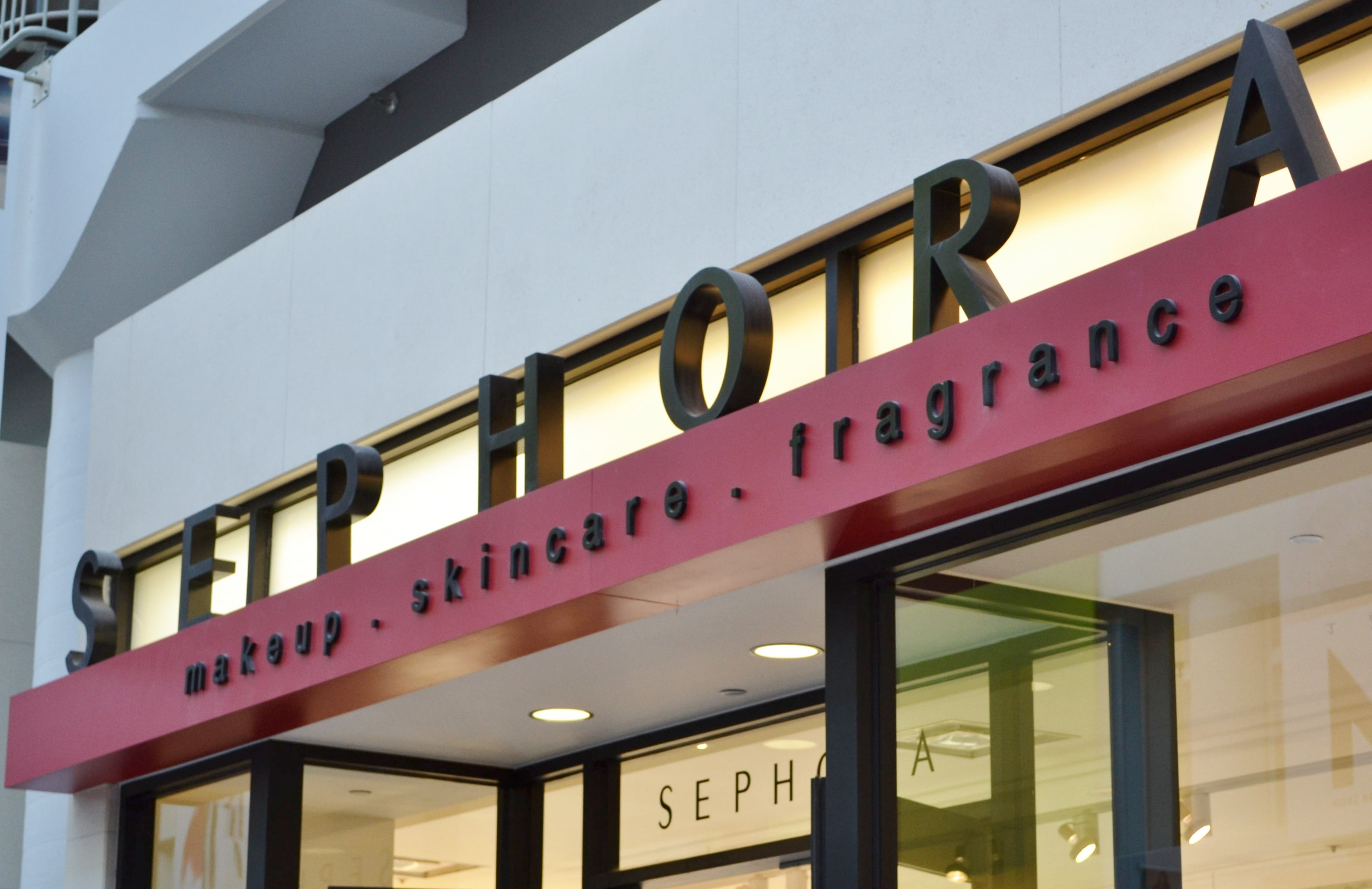
Sephora, Toronto Eaton Centre, Toronto, Ontario, Canada

Sephora vende sia prodotti a marchio proprio che altre marche come: Fenty Beauty (di Rihanna), Make Up For Ever, Too Faced, Urban Decay, Huda Beauty, NARS cosmetics, Rare Beauty (di Selena Gomez) e JLo Beauty (di Jennifer Lopez).

## Sephora e JCPenney
Nell'aprile 2006 Sephora si è associata alla J. C. Penney per la vendita dei suoi cosmetici nei magazzini della medesima. La versione di Sephora con J. C. Penney segue il concetto di store within a store (grande magazzino dentro un grande magazzino). Questi punti di vendita Sephora hanno dimensioni minori di quelle di un normale grande magazzino Sephora ed offrono una scelta di prodotti più limitata di quella offerta da questi ultimi.